# Sunipia australis
Sunipia australis är en orkidéart som först beskrevs av Gunnar Seidenfaden, och fick sitt nu gällande namn av Peter Francis Hunt. Sunipia australis ingår i släktet Sunipia och familjen orkidéer. Inga underarter finns listade i Catalogue of Life.